# Barret fort

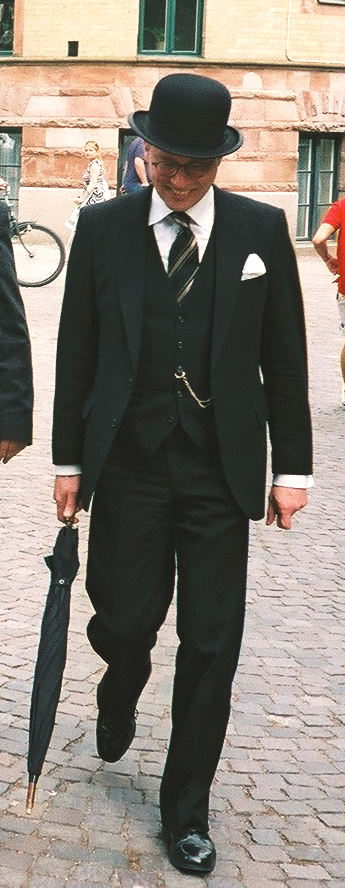
La tòpica imatge d'un gentleman amb barret fort i paraigua

El barret fort, bolet o bombí és un barret de feltre rígid, de copa semiesfèrica i ala girada, generalment de color negre o gris.
El barret fort fou dissenyat el 1849 pels barreters Thomas i William Bowler, de Londres, per encàrrec d'un aristòcrata que cercava un barret prou dur per als seus guarda-boscos. Tingué la màxima difusió entre la dècada de 1890 i mitjan segle xx, en què era un símbol de seriositat i respectabilitat extremes; exercia en la vida quotidiana el mateix paper que el copalta en el vestit de gala. En el canvi de segle molts vagabunds londinencs es cofaven amb barret dur, ni que fos atrotinat, amb la intenció de donar-se aire digne; d'ací el seu ús pel personatge de Charlot.
Típic dels negociants i oficinistes de la City londinenca, entre els quals era inseparable del paraigua, el barret fort ha esdevingut una icona cultural anglesa. Tot i ésser lligadura d'ús essencialment masculí, des de la dècada de 1920 el barret fort forma part de la indumentària femenina entre quítxues i aimares. Entre els personatges de ficció característicament cofats amb barret fort hi ha, a més de Charlot, els Dupond i Dupont de Tintín i, sovint, l'Hercule Poirot d'Agatha Christie.